# Neviànskoie
Neviànskoie (en rus: Невьянское) és un poble de l'óblast de Sverdlovsk, a Rússia, segons el cens del 2010 tenia 549 habitants.